# 84-й Нью-Йоркский пехотный полк
84-й Нью-Йоркский добровольческий пехотный полк (англ. 84th New York Volunteer Infantry Regiment), известный до декабря 1861 года как 14-й Нью-Йоркский пехотный полк ополчения или 14-й Бруклинский — один из пехотных полков армии Союза во время Гражданской войны в США. Полк был сформирован в мае 1861 года, участвовал в первом сражении при Булл-Ран и всех сражениях на востоке до июня 1864 года.

## Формирование
5 июля 1847 года был сформирован полк, получивший название «14-й Нью-Йоркский полк ополчения». Он состоял из двух рот: Рота А (Union Blues) и роты В (Washington Guards). В феврале 1848 года были добавлены роты роты С и Н. Полк был сформирован для охраны Бруклина и окрестностей, но первое время представлял что-то вроде клуба по интересам, члены которого изучали военную тактику и проводили выходные в общении на военные темы. В качестве штаба использовался арсенал на Генри-Стрит. 4 июня 1854 года часть полка под командованием полковника Джессе Смита была вызвана для подавления антикатолического бунта, известного как «Бунт ангела Гавриила». В начале 1861 года полк несколько раз привлекали к охране верфи, опасаясь нападений сторонников Юга.
В 1860 году через Бруклин прошёл отряд полковника Эллсворта, одетый в форму зуавов. Рядовые и офицеры 14-го Бруклинского так впечатлились униформой зуавов, что сами разработали аналогичную униформу, взяв за образец форму французских шассёров. Бруклин заплатил за право сохранить эту униформу и до конца войны полк оставался одним из немногих полков, не использовавших стандартную синюю униформу.
После прокламации Линкольна о призыве добровольцев полк одним из первых пожелал быть включённым в федеральную армию. 18 мая полк, кроме рот I и K отправился в Вашингтон, прибыл туда 19 мая и 23 мая был официально принят в армию США.
В июне полк был включён в бригаду Эндрю Портера. В начале июля 1861 года полк стоял в лагере около Арлингтона. Здесь к нему присоединились роты I и K.